# Farnborough (Hampshire)
Farnborough is een stad in het bestuurlijke gebied Rushmoor, in het Engelse graafschap Hampshire. De plaats telt 57.147 inwoners en ligt aan de rivier de Blackwater, tegen de grens van Surrey, 53 kilometer ten zuidwesten van Londen.
In Farnborough, dat al in de Angelsaksische tijd bestond en als Ferneberga in het Domesday Book voorkomt, staat de abdij Saint Michaels, waar drie leden van de Franse keizerlijke familie liggen begraven, te weten keizer Napoleon III, zijn vrouw keizerin Eugenie en hun zoon Napoleon Eugène.

## Luchtvaart
Farnborough is in het buitenland vooral bekend vanwege Farnborough Airport.  Op dit vliegveld vindt elke twee jaar de Farnborough Air Show plaats, waar vaak nieuwe vliegtuigtypes worden gepresenteerd. Het was ook de vestigingsplaats van het Royal Aircraft Establishment (RAE), een voormalig onderzoekslaboratorium op het gebied van lucht- en ruimtevaarttechniek (in 1991 opgegaan in het Defence Research Agency).

## Geboren in Farnborough
- Mike Oliver (1921-2020), autocoureur
- Robbe De Hert (1942-2020), Belgisch filmregisseur